# Linterna Verde (película)
Linterna Verde (Green Lantern, en inglés) es una película estadounidense de superhéroes, basada en el cómic homónimo de DC comics. Dirigida por Martin Campbell y protagonizada por Ryan Reynolds, el largometraje fue escrito por Michael Green y Marc Guggenheim y luego reescrito por Michael Goldenberg.
La película narra la historia de Hal Jordan, un piloto de pruebas, que es elegido por el anillo del moribundo alienígena Abin Sur, para convertirse en el primer humano seleccionado para el Cuerpo de Linternas Verdes, y el enfrentamiento con sus nuevos poderes, contra Parallax, quién amenaza con destruir el universo.
Green Lantern se venía anunciando desde 1997 y Greg Berlanti fue escogido como director y escritor en octubre de 2007. Finalmente, Martin Campbell fue elegido como director tras la renuncia forzada de Berlanti, por lo que los actores seleccionados ensayaron exhaustivamente sus papeles entre julio de 2009 y febrero de 2010. Mientras tanto, el rodaje tuvo lugar entre marzo de 2010 y agosto de 2010 en Luisiana. Por razones desconocidas, la película se convirtió en 3D durante su posproducción.
Green Lantern se estrenó el 17 de junio de 2011 y recibió críticas negativas, mayoritariamente por el contenido del guion, su inconsistencia en el tono, la elección e interpretación de los villanos. El fracaso provocó que Warner Bros. cancelara su posible secuela.

## Argumento
En un universo tan extenso como misterioso, una pequeña pero poderosa fuerza ha existido durante siglos. Protectores de la paz y la justicia, reciben el nombre de Linterna Verde. Se trata de una hermandad de guerreros que han jurado mantener el orden intergaláctico, donde cada Linterna Verde lleva un anillo que le concede sus superpoderes, alimentado por la luz verde de la voluntad que designa a cada Linterna Verde para cada uno de los 3600 sectores del universo. Sin embargo, un antiguo enemigo llamado Parallax, tras ser liberado accidentalmente, amenaza con romper el equilibrio de poder en el universo usando el poder del miedo, alimentándose con este, teniendo como primeras víctimas a sus liberadores del desolado planeta Ryut. Todo ello fortalece a Parallax quien con su nueva fuerza busca a Abin Sur, su carcelero del sector 2814, quien lo enfrenta, pero es mortalmente herido. Abin Sur escapa en su nave estrellándose en la Tierra y le ordena a su anillo de poder ir en busca de un digno sucesor.
En Coast City, Harold 'Hal' Jordan es un piloto de pruebas de Ferris Aircraft con talento, pero engreído. Hal es hijo de Martin Jordan, piloto aeronauta que falleció ante los ojos de Hal cuando éste era niño. Hal es elegido por Carl Ferris para realizar una prueba de aviones de alta tecnología para el combate. Durante la prueba, Hal es acompañado por Carol Ferris, hija de Carl, amiga de la infancia de Hal, presidenta de Ferris Aircraft y pilota de combate. En la prueba, Hal accidentalmente pierde el control de su aeronave al recordar la muerte de su padre, y eyecta su asiento provocando que el avión colisione, esto provoca que el negocio que trata de hacer Ferris Aircraft con la Fuerza Aérea se arruine y Carl despida buena parte de su personal incluyendo a Hal. Esta última decisión es revertida por Carol quien, conociendo a Hal, trata de indagar su conducta sin éxito. Posteriormente, Hal acude al cumpleaños de su sobrino, gran admirador suyo, siempre usando la frase "Mi trabajo es no tener miedo" para impresionarlo aún más, y es regañado por su hermano tras enterarse del accidente del avión. Esa misma tarde, Hal es escogido por el anillo de Abin Sur, que lo transporta al sitio donde colisionó su nave, y, agonizante este lo nombra su sucesor. Pese a los intentos de reanimación de Hal, Abin Sur muere ante sus ojos. Hal, inmediatamente después de enterrar a Abin Sur, lleva al sitio del choque a su mejor amigo, Thomas Kalmaku, ingeniero inuit de Ferris Aircraft, y le muestra su descubrimiento. Thomas y Hal huyen al ver helicópteros del gobierno aproximarse al lugar.

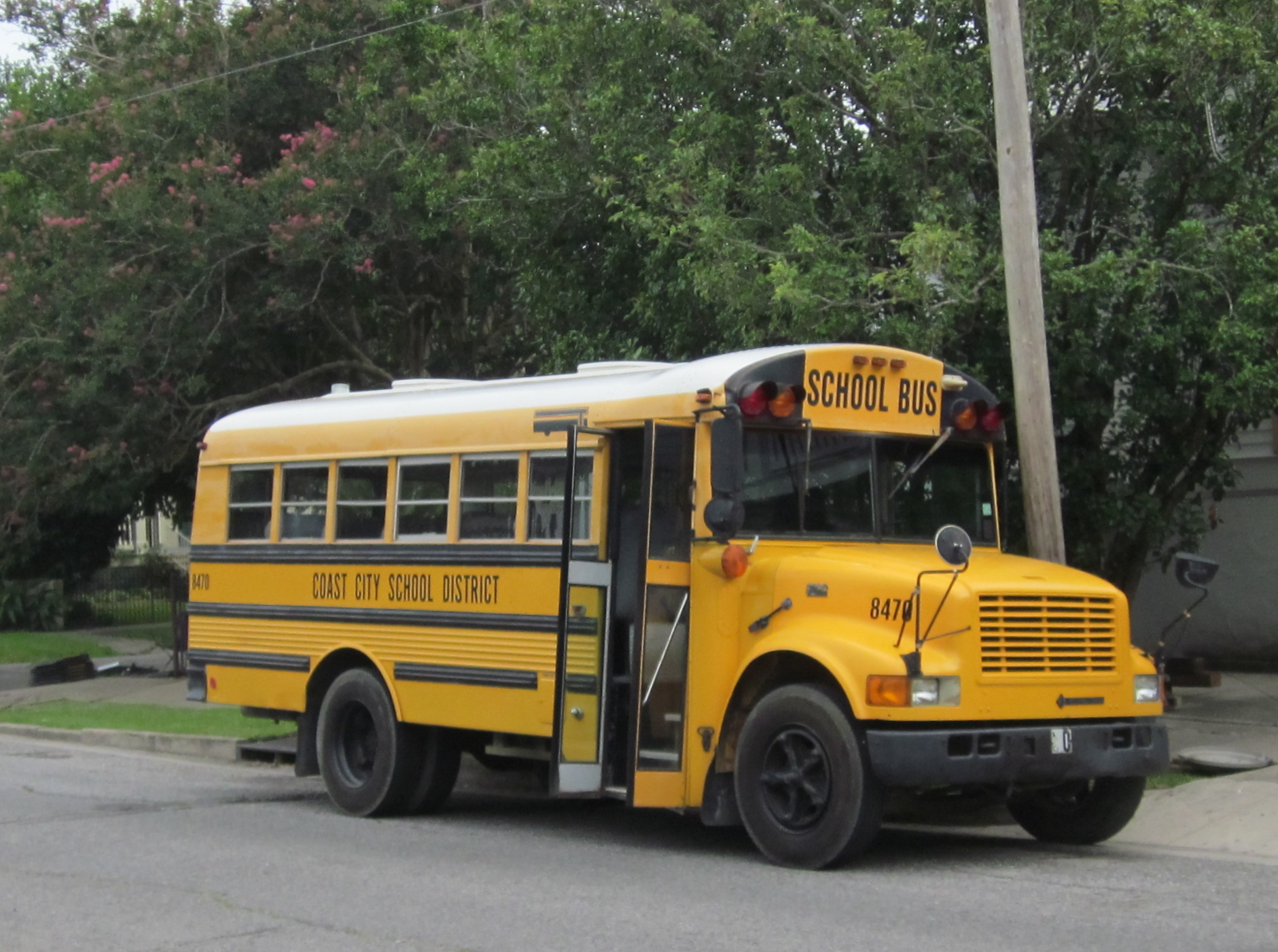
Autobús escolar que formó parte de la producción y que lleva escrito "Autobus Escolar de Ciudad Costera", utilizada en una escena de acción en Carrollton, Nueva Orleans, en julio de 2010.

Sinestro notifica al consejo de la muerte de Abin Sur a manos de Parallax a lo que el consejo dice evaluar la situación, lo que provoca la indignación de Sinestro, considerando que se pierden vidas inocentes, y pide ir con sus mejores Linternas Verdes a enfrentar la amenaza. Por su parte, el xenobiólogo Hector Hammond es visitado por agentes gubernamentales, trasladado a una instalación secreta y recibido por la doctora Amanda Waller para realizar la autopsia del cadáver de Abin Sur, pero es infectado por el ADN de Parallax y es obligado a guardar silencio. De regreso a su hogar, Hal trata de recitar el juramento y, al activarse a la linterna, Hal recita el juramento completo, asumiendo el lugar de Abin Sur. Luego, lo visita Carol, a quien invita a salir, y en el bar Hal se disculpa por sus acciones y bailan, pero Hal, aún aturdido por sus acciones, abandona a Carol. Es emboscado por sus compañeros de trabajo, quienes lo golpean por provocar su despido y le recriminan el vivir a costa del legado de su padre; accidentalmente, Hal, usando el poder del anillo, les da un golpe que los deja fuera de combate y, en consecuencia, Hal es transportado al planeta Oa, hogar de los Linternas Verdes donde obtiene su uniforme. Ahí, Tomar-Re le muestra el poder del anillo y las cosas que puede hacer con él. Kilowog lo entrena en el combate. Posteriormente, conoce a Sinestro, discípulo de Abin Sur, quien entrena más duramente a Hal y cree que el anillo se equivocó al escogerlo a él como sucesor de Abin Sur, ya que piensa que la naturaleza humana de Hal lo hace primitivo y con falta de imaginación.
Días después, Héctor comienza a darse cuenta de sus poderes telepáticos y telequinéticos, tras leer la mente de uno de sus alumnos y arrojarlo hacia el piso. Con una prueba de sangre, observa que sus glóbulos rojos y demás células comienzan a ser infectadas por el ADN de Parallax. Su padre, el senador Robert Hammond, lo llama, y le confiesa que lo llamó secretamente para practicar la autopsia al cadáver de Abin Sur, por ser miembro del subcomité; invita a Héctor ser parte de él pero, al leer su mente, se da cuenta de que su padre se avergüenza de él. Sinestro trata de combatir a Parallax, y varios de los mejores Linternas Verdes son destruidos por Parallax. El Consejo le dice a Sinestro que Parallax era un antiguo miembro del Consejo que, buscando una fuente alternativa a la Voluntad como poder de los Linternas, buscó en la energía amarilla del miedo la posible fuente siendo infectado por esa energía convirtiéndose en Parallax. Posteriormente en una fiesta organizada por Ferris Aircraft el senador Hammond admira más a Hal que a Héctor, y Hal confirma con Carol haber logrado el contrato con el ejército pese a que Hal casi lo hubiese arruinado días antes. Héctor, quien secretamente ha estado enamorado de Carol además de ser amigo de la infancia de ella y de Hal, confiesa su descubrimiento del cadáver de Abin Sur a Carol siendo interrumpido por el senador y en venganza Héctor con sus poderes hace disparar una de las llaves del bar hacia una de las hélices del helicóptero del senador provocando un choque poniendo en peligro la vida de varios invitados y de Carol siendo salvados todos por Hal en su identidad de Linterna Verde. Más tarde, Héctor comienza a ser corrompido por el ADN de Parallax deformándolo y haciendo crecer su cabeza.
Thomas al saber de la identidad de Hal lo visita para confirmar sus sospechas y Hal al recargar su anillo le confirma a Thomas su alter ego. Por consejo de Thomas, Hal visita a Carol quien al acercase al Linterna Verde deduce su identidad tras conocerlo de toda su vida. Hal le explica el poder de su anillo a Carol aunque sin saberlo son vigilados por Héctor. Héctor investigando más sus células en la universidad es abordado por Waller a quien Héctor lee sus recuerdos, dándose cuenta de que Waller perdió a su familia en un accidente, y posteriormente, el senador Hammond al ver a su hijo deformado ofrece curarlo pero Héctor enloquecido responde sentirse mejor con su nuevo aspecto y poder, y en un intento de ser intervenido por personal médico de la instalación secreta, Héctor con sus poderes ataca a Waller, a los demás científicos y a su padre. Hal por su lado duda en querer ser Linterna Verde pensando en las palabras de Tomar-Re "el anillo jamás se equivoca" y acude a la instalación para enfrentar a Héctor y rescatar una vez más al senador pero al estar temporalmente derrotado, Héctor descubre la identidad de Hal y asesina a su padre incinerándolo pero al colocar su anillo se comunica con Parallax quien al descubrir a Hal como sucesor de Abin Sur decide destruirlo a él y al cuerpo de Linternas Verdes. Junto a Thomas y Carol deducen la conexión entre Héctor y Parallax y Hal decide renunciar a su rango de Linterna Verde creyendo que el anillo se había equivocado y que para ser Linterna Verde debía no tener miedo y que el anillo lo habría escogido por una razón pero gracias a Carol y Thomas, Hal consigue dominar rápidamente sus nuevos poderes y encuentra el coraje para enfrentarse a sus miedos, él puede probar así que no es sólo el indicado para derrotar a Parallax. Hal acude a Oa donde el Consejo y Sinestro han forjado el anillo amarillo del poder del miedo, y Hal trata de convencer al Consejo de luchar por la Tierra y sabiendo que tanto los guardianes como el Consejo se estaban entregando al miedo; Hal es claramente la pieza perdida del rompecabezas, pero además de su determinación y fuerza de voluntad, tiene algo que ningún otro miembro de los Linternas Verdes ha tenido jamás: humanidad.
Hal decide combatir solo a Parallax usando el máximo poder: la Voluntad, pero al llegar a los hangares de Ferris se encuentra con Héctor quien amenaza con inyectar su mutado ADN a Carol y Hal ruega por su vida ofreciendo su anillo a cambio de Carol, asegurándole tener sus poderes de Linterna. Héctor con el anillo trata de destruir a Hal creyendo engañarlo con bajar a Carol pero Hal se había adelantado sabiendo que el anillo sólo funciona si elige a su portador. Parallax llega a la Tierra y asesina a Héctor por fracasar en destruir a Hal quien trata de recuperar el anillo estando en peligro de morir a manos de Parallax pero con el apoyo de su compañera de piloto y amor de la infancia Carol, logra liberarse y tomar su anillo para enfrentar a Parallax. Hal aún no sabe cómo derrotar a Parallax pero advirtiendo que no podría volver se despide de Carol. Mientras Parallax comienza a devorar a varias personas en la ciudad que huyen desparovidas. Hal llega para detener a Parallax y al recitar el juramento completo saca el máximo poder de su anillo y atrae a Parallax al espacio y posteriormente al Sol recordando su entrenamiento con Kilowog; quien le dijo: "Entre más grande eres, más rápido te quemas", y de esta forma atrae a Parallax al Sol y con esfuerzo Hal logra derrotar a Parallax arrojándolo al Sol, pero al estar en peligro de morir también en el Sol es rescatado por Sinestro acompañado de Tomar-Re y Kilowog. Sinestro posteriormente destaca ante todo el Cuerpo de Linternas Verdes el heroísmo y valor de Hal comparándolo con el fallecido Abin Sur considerando que éste al morir tomó la mejor decisión al escoger a Hal como su sucesor. Hal posteriormente se encuentra con Carol a quien dice irse por un tiempo y entre los dos se besan confesando su amor mutuo. Al abandonar la Tierra, Tomar-Re destaca la humanidad de Hal siendo él quien se convertirá en el mejor Linterna Verde de todos.
En la escena poscréditos de la película se ve a Sinestro poniéndose el anillo amarillo, cambiándose el color de su traje de verde a amarillo y también sus ojos cambian al mismo color que los de Parallax o Héctor, cuando activaba sus poderes.

## Confirmación del filme
En el 2007, Greg Berlanti había firmado para dirigir y coescribir un guion para una película de acción en vivo de Linterna Verde (Filme), junto con Marc Guggenheim y Michael Green con Hal Jordan como el personaje principal. El guion también cuenta con Martin Jordan, Carl Ferris, Carol Ferris, Thomas Kalmaku, Tomar-Re, Abin Sur, Sinestro, Kilowog, Los Guardianes del Universo, Parallax (Como agente de la impureza amarilla) y Hector Hammond, así como cameos de John Stewart. La historia se adapta al original Linterna Verde de la Edad de Plata para el argumento de la historia, Hal Jordan / Green Lantern, incluyendo la batalla entre el villano Legión (Comic) y Abin Sur, el aterrizaje de Abin Sur en la Tierra, así como la elección de Hal Jordan por Guy Gardner y Clark Kent. Algunas partes son extraídos de la miniserie Emerald Dawn. En febrero de 2009 se informó de que Martin Campbell se establece para dirigir la película, en sustitución de Berlanti, que en vez producirá junto con Donald De Line. De Line declaró en una entrevista reciente que el rodaje comenzará en la primavera de 2009. Sin embargo, más tarde los informes muestran que el rodaje comenzaría a mediados de septiembre. En abril de 2009 se informó de que Warner Bros. ha decidido a rodar la película en los Estudios Fox de Sídney, Australia y se le dio un presupuesto de $150 millones, sin embargo, en octubre de 2009, dejará de ser filmada en Australia, pero en cambio, ha trasladado la mayor parte de la primera unidad de rodaje a Luisiana. Se anunció en julio de 2009 que había sido Ryan Reynolds elegido como Hal Jordan/Linterna Verde. La película estaba programada para el 17 de junio de 2011. Se confirmó que participará la actriz Blake Lively.[cita requerida]

## Desarrollo
A principios de 1997, Warner Bros. se acercó al cineasta de culto y guionista de cómics Kevin Smith, que entonces acababa de terminar de escribir Superman Lives (Superman Vive). Querían que escribiera el guion de una película sobre Linterna Verde. Smith rechazó la oferta creyendo que había otros candidatos más idóneos para hacerla. Warner Bros finalmente cambió el enfoque de la película por el de una comedia y para junio de 2004 Robert Smigel había completado un guion que incluía a la estrella Jack Black en el papel principal. Sin embargo, el estudio abandonó la idea de la comedia debido a la tímida reacción de los fanáticos en Internet. En un intento por cambiar el tono de Green Lantern, decidieron hacer algo más serio. Zack Snyder se acercó a dirigir, pero declinó la oferta debido a su compromiso con Watchmen.
El actor y escritor Corey Reynolds, un fan del cómic y del personaje de John Stewart, sugirió a Warner Bros. la idea de una trilogía, con él como protagonista y con funciones de guionista. Reynolds tenía la intención de introducir a Hal Jordan, los Green Lantern Corps y la Liga de la Justicia en eventuales secuelas. Terminó el guion de Linterna Verde: El nacimiento de un héroe en junio de 2007, recibiendo una respuesta positiva por parte de Warner Bros. con una posible fecha de estreno 2010. Sin embargo, el estudio abandonó el concepto de Reynolds, y en octubre de 2007, Greg Berlanti firmó para dirigir y coescribir la película junto a los escritores de cómics Michael Green y Marc Guggenheim. La decisión fue tomada al tener Hal Jordan como protagonista en lugar de John Stewart.
A Berlanti, Green y el Guggenheim les resultó difícil escribir el guion ya que dos de sus borradores del guion se filtraron en Internet durante la fase de secuencias de comandos. Guggenheim explicó que las caracterizaciones en los cómics de Dennis O'Neil y Neal Adams en la década de 1970, y las de Dave Gibbons en la década de 1980, serán retratadas en la película. Los escritores también se inspiraron en los actuales relatos Geoff Johns.

### Preproducción
Para diciembre de 2008, los escritores habían hecho tres borradores del guion y Warner Bros. se estaba preparando para la preproducción. Sin embargo, Berlanti se vio obligado a abandonar la posición debido a conflictos de programación con "This is Where I Leave You" del director. En febrero de 2009 se informó de que Martin Campbell dirigiría la película, sustituyendo a Berlanti, y que produciría junto con Donald De Line. De Line declaró en una entrevista que esperaba que el rodaje comenzará en primavera de 2009. Sin embargo, más tarde los informes muestran que el rodaje comenzó a mediados de septiembre. En abril de 2009 se informó que Warner Bros. decidió rodar la película en los Estudios Fox en Sídney, Australia, y se le dio un presupuesto de $ 150 millones. Sin embargo, en octubre de 2009, dejó de ser filmada en Australia para mover la mayoría de la primera unidad de rodaje a Luisiana. Se anunció en julio de 2009 que Ryan Reynolds actuaría como Hal Jordan / Linterna Verde. En enero de 2010, la supervisora de efectos visuales, Karen Goulekas, declaró en su blog que el rodaje comenzaría en marzo. También se informó que el amor de Hal Jordan, Carol Ferris, sería interpretado por Blake Lively. Carol en última instancia, se convertiría en el villano de Star Sapphire, aunque sin indicios de que fueran en la primera película. Más tarde, ese mismo mes, se reveló que Peter Sarsgaard retrataría a Hector Hammond y que Mark Strong estaba en negociaciones para interpretar a Sinestro. El 9 de febrero de 2010 Tim Robbins se unió al elenco como el senador Hammond, el padre de Hector Hammond. El 14 de marzo de 2010, se anunció que Temuera Morrison y Taika Waititi se habían unido al reparto como la Abin Sur y Tom "Cara de torta" Kalmaku, respectivamente.

### Rodaje
El 3 de marzo de 2010 se informó que la prueba material se filmó en Madisonville, Luisiana, con coches de acrobacia. La fotografía principal comenzó el lunes 15 de marzo de 2010, en Nueva Orleans.[cita requerida]

### Efectos
En una entrevista con MTV News, el director Martin Campbell, cuando se le preguntó acerca de los efectos de la película, comentó: "Es desalentador, ya el proceso, (hay) algo así como 1.300 tomas de efectos visuales. Es alucinante, la verdad". Cuando se le preguntó acerca de las construcciones creadas a partir de la potencia anillos Campbell dijo, "Una de las cosas buenas es que todos lo sientan y dicen: 'Bueno, ¿qué vamos a hacer aquí? Realmente, es tanto como su imaginación puede ir a hacer las construcciones". El estudio también confirmó a MTV News que la película tendrá una versión 3-D.

## Reparto y personajes

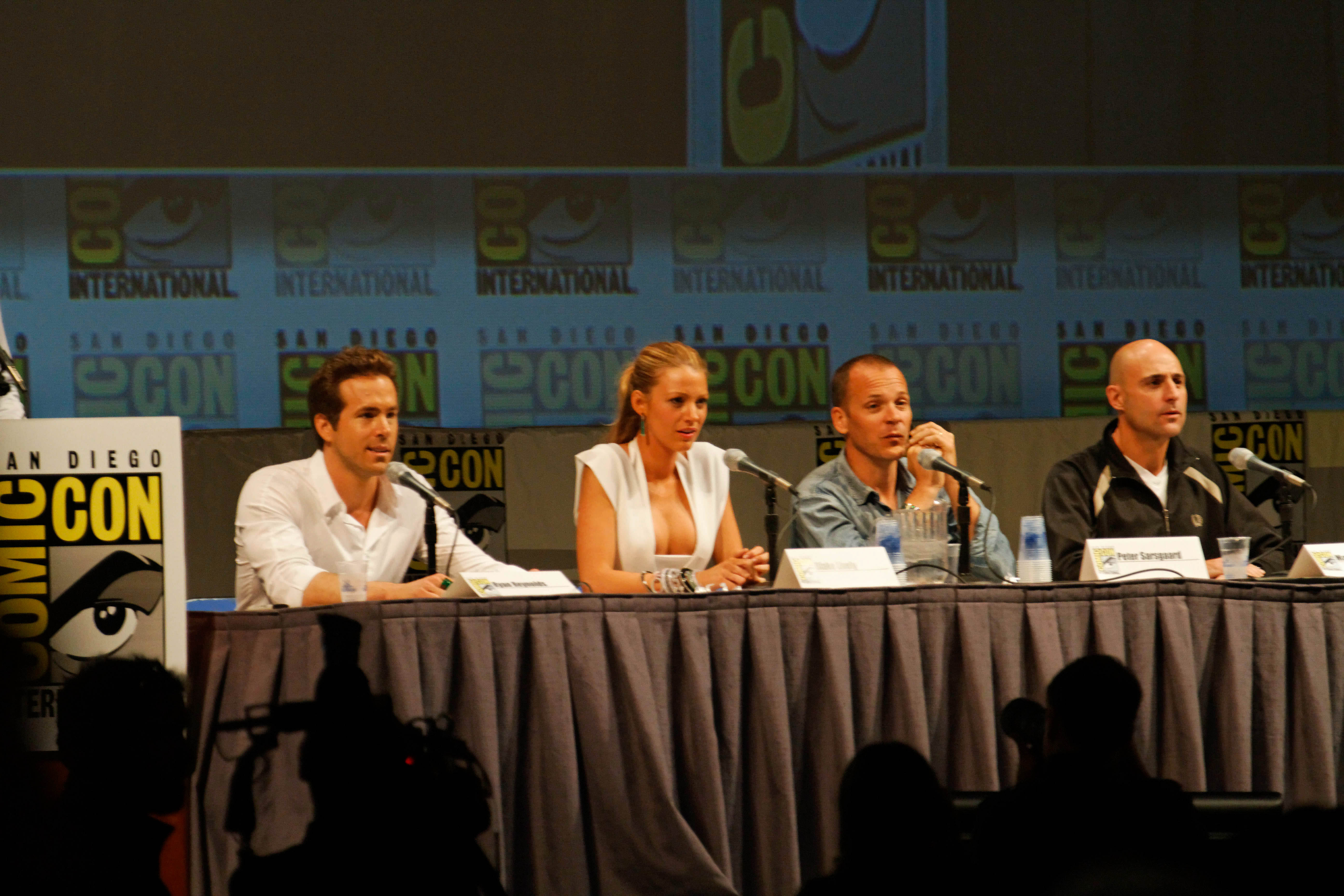
Reparto de Linterna Verde, en la Convención Internacional de Cómics de San Diego de 2010.

- Ryan Reynolds, como Hal Jordan / Linterna Verde, un piloto de pruebas para la Fuerza Aérea de los Estados Unidos que se convierte en un Linterna Verde y el primer terrícola en el Cuerpo de Linterna Verde. En una entrevista con MTV News Reynolds reveló: "Me enamoré del personaje cuando me reuní con Martin Campbell." Chris Pine y Sam Worthington habían estado en negociaciones para el papel; Bradley Cooper, Jared Leto y Justin Timberlake hicieron pruebas de pantalla, y Brian Austin Green, un fan de Linterna Verde, hizo campaña por su parte, pero fue ignorado.
- Blake Lively, como Carol Ferris, por largo tiempo el amor de Hal Jordan. Carol en última instancia, se convertiría en la villana Star Sapphire, aunque no se sabe si podría haber algún indicio en la primera película. Lively fue elegida de una lista corta de candidatas potenciales, entre ellos Eva Green, Keri Russell, Diane Kruger y Jennifer Garner.
- Peter Sarsgaard, como Hector Hammond, a diferencia del cómic donde es un delincuente de poca monta que descubre los fragmentos de un extraño meteoro que hace que su cerebro crezca a un tamaño enorme, otorgándole poderes psíquicos, en la película es un xenobiólogo infectado por el ADN de Parallax dándole su aspecto y sus poderes.
- Mark Strong, como Sinestro, un Linterna Verde y mentor de Hal Jordan, que más tarde se convierte en su némesis.
- Tim Robbins, como el senador Hammond, el padre que desaprueba al villano de la historia, Hector Hammond.
- Temuera Morrison, como Abin Sur, un Linterna Verde que se estrella en la Tierra y recluta a Hal Jordan como su reemplazo.
- Taika Waititi, como Thomas Kalmaku, un ingeniero inuit en Ferris Aircraft.
- Angela Bassett como la Dra. Amanda Waller, una asesora del Congreso y exagente del gobierno. A menudo puesta a cargo de las organizaciones de operación encubierta, como el Escuadrón Suicida y Checkmate.
- Jon Tenney como Martin Jordan, padre de Hal Jordan, también piloto de pruebas.
- Jay O. Sanders como Carl Ferris, padre de Carol Ferris.
- Mike Doyle como Jack Jordan, el hermano Mayor del personaje Hal Jordan.
- Nick Jandl como Jim Jordan, hermano menor de Hal y Jack.
- Dylan James como Jason Jordan; segundo hijo de Jim y sobrino de Hal.
- Geoffrey Rush como Tomar-Re.
- Michael Clarke Duncan como Kilowog.
- Clancy Brown como la voz de Parallax, la entidad del miedo, que resulta ser un antiguo guardián del universo poseído después de haber sido expuesto a la energía amarilla del miedo y que fue encarcelado por Abin Sur.[3]

## Banda sonora
La banda sonora fue compuesta por James Newton Howard, quien también trabajó en las otras películas de Warner Bros/DC Comics como Batman Begins y The Dark Knight con Hans Zimmer. La banda sonora fue publicada por WaterTower Music. Toda la música fue compuesta por James Newton Howard.

### Green Lantern: Original Motion Picture Soundtrack
- 1.	"Prologue/Parallax Unbound" 3:09
- 2.	"Abin Sur Attacked" 1:08
- 3.	"Carol Scolds Hal" 1:21
- 4.	"Drone Dogfight" 	 3:15
- 5.	"Did Adam Put You Up to This?" 	 2:25
- 6.	"The Ring Chooses Hal" 	 2:34
- 7.	"Genesis of Good and Evil" 	 2:35
- 8.	"The Induction Process" 	 3:05
- 9.	"Welcome to Oa" 	 1:42
- 10.	"We're Going to Fly Now" 	 1:53
- 11.	"You Reek of Fear" 	 2:13
- 12.	"The Origin of Parallax" 	 3:25
- 13.	"Run" 	 5:30
- 14.	"You Have to Be Chosen" 	 7:29
- 15.	"Hector's Analysis" 	 1:06
- 16.	"Hal Battles Parallax" 	 7:19
- 17.	"The Corps" 	 2:19
- 18.	"Green Lantern Oath (Feat. Ryan Reynolds)" 	 0:19
- Duración total: 52:47

## Recepción
La película fue duramente atacada por los críticos. Tiene una aprobación de un 26% en Rotten Tomatoes basado en 248 reseñas con un promedio de 4.5/10. Su consenso dice: "Ruidosa, sobre producida y flojamente escrita, Green Lantern malgasta un impresionante presupuesto y décadas de la mitología de los cómics." El crítico argentino especializado en el universo de los cómics Francisco Pablo Coluccia, consideró la película como un fiasco. "La película quiso contar el origen de Hal Jordan y como llegó a conseguir su anillo de poder, lamentablemente para los fans del gladiador esmeralda, la cinta fue -siendo generoso- una pésima adaptación del comic".

## La secuela que nunca llegó
En 2010, el director Martin Campbell confirmó la posibilidad de una trilogía de Linterna Verde, y en junio de ese año, Warner Bros. contrató a Greg Berlanti, Michael Green y Marc Guggenheim para trabajar en el guion de la segunda parte. En agosto de 2010 conservaron a Goldenberg para escribir la escena poscréditos al final de la película, lo que implica un resurgimiento del poder amarillo de "miedo" y sugiere fuertemente una secuela planeada. Después de que Linterna Verde fuera lanzada, una cuenta de comercio reafirmó que Warner Bros., aunque "un poco decepcionado" con la taquilla de apertura de la semana de la película, todavía tenía la intención de seguir adelante con una secuela. En septiembre de 2011 la Associated Press informó que Warner Bros., consternado por los ingresos decepcionantes estaba considerando abandonar los planes para una secuela. Sin embargo, en octubre de 2011 Geoff Johns, director creativo de Warner Bros. DC Entertainment, dijo que "Existe la esperanza" de que una secuela de Green Lantern todavía se produzca y que, "va a ser de acción en vivo de nuevo - Te garantizo". Posteriormente, se esperaba que Ryan Reynolds esperaba repitiese su papel en la película de Liga de la Justicia.

### Relanzamiento que nunca llegó
Durante el 2013, Mark Strong, actor que interpretó a Sinestro en la película de 2011, había afirmado no habría secuela, abriendo las probabilidades de un reinicio. En abril de 2013, Warner anunció que no buscaría realizar una secuela reboot de Linterna Verde o Batman, sino que se concentraría en desarrollar una trilogía de El hombre de acero y continuar en el desarrollo de la cinta de la Liga de la Justicia. El 15 de octubre de 2014, DC confirmó el reinicio de la saga para 2020, bajo el título de Green Lantern Corps con un nuevo elenco y con guion a cargo de David S. Goyer.
Actualmente luego de una fallida película y una serie cancelada, y bajo la tutela del DCU de James Gunn se espera un nuevo proyecto titulada Lanterns.